# Carnosine
Carnosine, (β-alanyl-L-histidine) is een dipeptide bestaande uit de aminozuren β-alanine en histidine en is vanwege dit laatste aminozuur in het bezit van de karakteristieke imidazool-ring. Het komt in grote hoeveelheden voor in spier- en hersenweefsel. Carnosine (en carnitine) werd ontdekt door de Russische chemicus Vladimir Gulevich.

## Etymologie
Net als in de naam carnitine, verwijst de stam van de naam "carnosine", carn naar vlees, verwijzend naar het ruime voorkomen in spierweefsel. Een vegetarisch dieet, en zeker een veganistisch, bevat in verhouding weinig carnosine.

## Chemische en Fysiologische aspecten

### Fysiologische vorm
In neutraal water met een pH van 7,00 komt carnosine vooral voor (bijna 60%) als zwitterion, een neutraal molecuul met een positieve en een negatieve kant: de aminogroep heeft een extra waterstofion en is daardoor positief geladen, de carbonzuurgroep is geïoniseerd en daardoor negatief geladen. De imidazoolring is neutraal.
In de overige 40% van de moleculen heeft het "kale" stikstofatoom in de imidazoolring ook een waterstofion en is het molecuul als geheel eenwaardig positief.

### Buffer
Onder fysiologische omstandigheden vormt carnosine dus een oplossing van een zwak zuur (het positieve ion met de geprotoneerde imidazoolring) en zijn geconjugeerde base (het zwitterion). In de chemie is zo'n oplossing bekend onder de naam "buffer".
De bufferende werking van histidine-residuen in peptiden is een algemeen gegeven, maar met een pKz van 6,1 is de bufferende werking van vrij L-histidine onder fysiologische omstandigheden, dus ook in het spier- en hersenweefsel, gering. Gebonden aan andere aminozuren verschuift de pKz echter naar waarden tussen 6,8 tot 7,0. In carnosine, aan β-alanine, is de pKzwaarde gelijk aan 6,83. Hierdoor ontstaat een efficiënte intercellulaire buffer. Bovendien, door de β-positie van de aminogroep in β-alanine, wordt carnosine niet opgenomen in het algemene metabolisme of de synthese van peptides. Eenmaal gevormd carnosine kan in relatief hoge concentraties worden opgeslagen: ook een ideale eigenschap voor een buffer. Carnosine kan voorkomen in concentraties van  17 tot 25 mmol/kg (droog) weefsel, en vormt daarmee 10-20% van de totale intracellulaire buffercapaciteit in dwarsgestreepte spieren.
De bufferende werking van carnosine stelt spieren in staat langer te blijven functioneren bij een onvoldoende aanvoer van zuurstof.

### Anti-oxidant
Een groot aantal wereldwijd uitgevoerde onderzoeken heeft aangetoond dat carnosine antioxidant-eigenschappen bezit met een positieve werking op de gezondheid. Zowel reactieve zuurstofcomponenten als αβ-onverzadigde aldehydes, gevormd uit vetzuren van het celmembraan tijdens oxidatieve stress worden door carnosine geneutraliseerd.

### Complexvorming
Carnosine vormt makkelijk complexen met tweewaardige ionen.

### Geroprotectie
Carnosine is in humane fibroblasten in staat de Hayflick-limiet groter te maken en de snelheid waarmee de telomeren korter worden te verlagen. In het verlengde van deze resultaten wordt carnosine beschouwd als een geroprotector.
Naast de hierboven genoemde effecten op het genoom werkt carnosine ook als antiglycant: het vermindert de vorming van AGEs, stoffen die gerelateerd worden aan het optreden of erger worden van veel degeneratieve ziektes, zoals diabetes mellitus, atherosclerose, chronisch nierfalen en Alzheimer.